# Parque arqueológico de San Agustín
El parque arqueológico de San Agustín es uno de los más importantes espacios arqueológicos de Colombia, ubicado sobre el vértice que forman las cordilleras central y oriental, en el sur del Alto Magdalena, cerca del nacimiento del río Magdalena, en el sur del departamento del Huila, en el municipio de San Agustín. Fue fundado el 20 de noviembre de 1935, durante el primer gobierno de Alfonso López Pumarejo, y en 1995 fue declarado Patrimonio de la Humanidad por la Unesco.  Es la necrópolis de mayor extensión a nivel mundial. El parque se integra al corredor arqueológico San Agustín-Tierradentro.

## Ubicación
El parque arqueológico de San Agustín se encuentra en la cuenca alta del río Magdalena, municipio de San Agustín,  departamento del Huila, a una altitud de 1.730 m s. n. m. Dicha zona se encuentra en las estribaciones orientales del Macizo Colombiano, de donde se desprenden las tres cordilleras andinas que atraviesan el país de sur a norte en la Región Andina. San Agustín está a una distancia de 533 km de Bogotá por carretera. El parque arqueológico corresponde a una pequeña zona de concentración de tumbas de la total zona arqueológica de mayor extensión que alcanza al Parque Arqueológico Nacional de Tierradentro.

## Periodización
Existen las siguientes periodizaciones, basadas en la antigüedad de los hallazgos, para la región de San Agustín:
- Etapa Arcaica: Corresponde a un período desde aproximadamente 3000 a. C. hasta 1000 a. C. De ese período data un fogón de una cultura pre-cerámica.
- Período Formativo Superior: De 1000 a. C. a 300 a. C. Durante ese período se encuentran hallazgos que demuestran la introducción de la alfarería y la agricultura.
- Período Superior: De 200 a. C. al 300 d. C.
- Período Clásico Regional: A ese período, que va de 300 a 800, corresponde la construcción de los montículos funerarios, la estatuaria y los sarcófagos en madera.
- Período Reciente: De 800 hasta la conquista española, período en el cual se construyen las últimas estatuas, de aspecto realista, y se cultiva el maní. Es el período de decadencia y desaparición de la cultura que construyó las estatuas.

## Historia

### SigloXVIII
El primero en consignar por escrito una descripción del nacimiento arqueológico de San Agustín fue el misionero franciscano fray Juan de Santa Gertrudis, quien en 1755 llegó a América. Entre 1757 y 1767 recorrió el Virreinato de la Nueva Granada. A su regreso a España, publicó un libro titulado Maravillas de la Naturaleza, en el que consignó el relato de su viaje, incluyendo una descripción detallada de las esculturas de San Agustín, y algunas teorías personales sobre el posible origen del pueblo que las construyó.
El siguiente en publicar una descripción de las esculturas de San Agustín fue Francisco José de Caldas, quien en 1808 publicó el relato de la visita que en 1797 había hecho al lugar. La publicación la hizo en el Semanario del Nuevo Reino de Granada, en un ensayo titulado «Estado de la Geografía del Virreinato de Santafé de Bogotá, con relación a la geografía y al comercio».

### SigloXIX
En 1850, el gobierno del presidente José Hilario López dio inicio a la Comisión Corográfica, que había sido impulsada en el gobierno anterior por el presidente Tomás Cipriano de Mosquera. El geógrafo italiano Agustín Codazzi fue encargado para dirigir dicha comisión. Codazzi llegó a San Agustín en compañía del dibujante Manuel María Paz, quien realizó las primeras copias pictográficas de las esculturas. Codazzi publicó en 1857 detalladas descripciones del sitio conocido como "Las Mesas", en un ensayo titulado Ruinas de San Agustín.
En 1859, algunos empresarios de extracción de quina trasladaron al pueblo de San Agustín tres estatuas antropomórficas (una de las cuales estaba tallada en una loza de granito) y una canoa o sarcófago de gran tamaño labrado en piedra. Entre 1892 y 1893, el general Carlos Cuervo Márquez escribió las primeras reseñas académicas en una obra titulada Prehistoria y viajes.
En 1892, el explorador español Luis María Gutiérrez de Alba publicó un libro titulado Impresiones de viaje por Colombia, en el que describe el yacimiento arqueológico de San Agustín. Gutiérrez de Alba le propuso a los gobiernos conservadores de Carlos Holguín Mallarino y Rafael Núñez que destinaran recursos económicos para la exploración, conservación y divulgación del yacimiento arqueológico, pero sus sugerencias no fueron atendidas.

### SigloXX
En 1907, en el gobierno de Rafael Reyes Prieto, se ordenó trasladar a Bogotá dos de las esculturas de San Agustín con el propósito de darlas a conocer al público capitalino. Posteriormente, dichas estatuas fueron instaladas en el Parque Nacional de Bogotá.
Entre finales de 1913 e inicios de 1914, el arqueólogo alemán Konrad Theodor Preuss visitó la zona como enviado especial de la Sección Americana del Museo Antropológico de Berlín. Fue este investigador el primero en tomar fotografías de las esculturas agustinianas, y el primero en identificar los montículos que habían sido saqueados y removidos de su estado original. Konrad Preuss logró fotografiar un total de 120 estatuas.
El 20 de noviembre de 1935, durante el primer gobierno de Alfonso López Pumarejo, fue fundado de manera oficial el Parque arqueológico de San Agustín.
En 1936, el etnólogo e indigenista Gregorio Hernández de Alba, considerado uno de los padres de la arqueología y de la antropología en Colombia, inició varias excavaciones en la zona. Producto de su investigación, publicó un libro titulado La cultura arqueológica de San Agustín, que es considerado como una de las obras fundamentales de la arqueología colombiana.
En 1937, el arqueólogo español José Pérez de Barradas, en compañía del dibujante Luis Alfonso Sánchez Valderrama, realizó excavaciones arqueológicas en San Agustín. En 1943 fue publicado en la Imprenta Nacional de Bogotá el libro Arqueología agustiniana, en el que se consignaba la investigación realizada por Pérez de Barradas, con ilustraciones de Sánchez Valderrama.
El etnólogo alemán Justus W. Schottelius, quien huyó de la Alemania nazi debido a su origen judío, publicó en 1940 un interesante ensayo titulado Analogías de las ideas representadas en las estatuas de San Agustín con las de Centro y Suramérica, producto de sus expediciones a la zona. Otro destacado arqueólogo que realizó importantes hallazgos fue el colombo-austríaco Gerardo Reichel-Dolmatoff, quien también huyó de Alemania tras ser expulsado de las SS en 1936. Reichel-Dolmatoff excavó la zona de San Agustín en 1966 y publicó varios artículos especializados y ensayos académicos sobre los resultados de sus investigaciones.
El arqueólogo Luis Duque Gómez, quien fue director del Parque arqueológico, realizó un exhaustivo trabajo de investigación sobre San Agustín desde los años 1960 hasta los años 1990, durante los cuales publicó numerosos libros y ensayos sobre el tema. El ICANH también ha hecho lo propio.
En 2006, el Parque Arqueológico de San Agustín fue nominado como símbolo cultural de Colombia en el concurso organizado por la revista Semana con el apoyo de Caracol TV, el Ministerio de las Culturas, las Artes y los Saberes y Fontur.

## Descripción
Las locaciones del parque están definidas por un sistema de terrazas y terraplenes. El parque arqueológico San Agustín está formado por cuatro "mesitas", tres predios, un museo arqueológico y el denominado Bosque de las Estatuas. Los tres predios son los siguientes:
- San Agustín: Se encuentra a  4 km del municipio de Isnos. Se pueden ir caminando o a caballo desde San Agustín, cruzando el estrecho del río Magdalena.
- Alto de los Ídolos: Allí se encuentra la estatua más alta del municipio de Isnos que mide 7m. Cabe destacar que en el municipio de Isnos hay 3 Parques arqueológicos.
- Alto de las Piedras: Se encuentra ubicado a 7 km de Isnos. Allí se encuentra la estatua conocida como "Doble Yo". En las cercanías se encuentran El Tablón, La Chaquira, La Pelota y El Purutal. Desde La Chaquira se puede ver el estrecho del río Magdalena.

El Alto de los Ídolos y el Alto de las Piedras no pertenecen al parque arqueológico de San Agustín; son parques independientes que se encuentran en el municipio de Isnos, a pocos kilómetros de San Agustín.
Los vestigios  de los milenarios grupos culturales se encuentran dispersos en un área de más de 50 km², sobre mesetas localizadas a lado y lado del cañón formado por el alto del río Magdalena.
- Museo Arqueológico de San Agustín: En dicho museo hay varias salas de exhibición en las que se resguardan algunas estatuas extraídas de su ubicación original además de vasijas de barro, utensilios, inscripciones y documentos históricos relativos a las investigaciones arqueológicas realizadas en el pasado.
- Fuente de Lavapatas: Descubierta en 1937 por los arqueólogos José Pérez y Gregorio Hernández, es un sistema de canales sobre piedras talladas con figuras humanas, de anfibios y de reptiles. La datación aproximada del sitio corresponde a un período comprendido entre los siglos I y IX d. C.
- Bosque de las Estatuas: Es un circuito de senderos ecológicos en los que, además de apreciar la flora regional, se pueden observar 35 estatuas funerarias halladas en los alrededores.

### Estatuaria de San Agustín

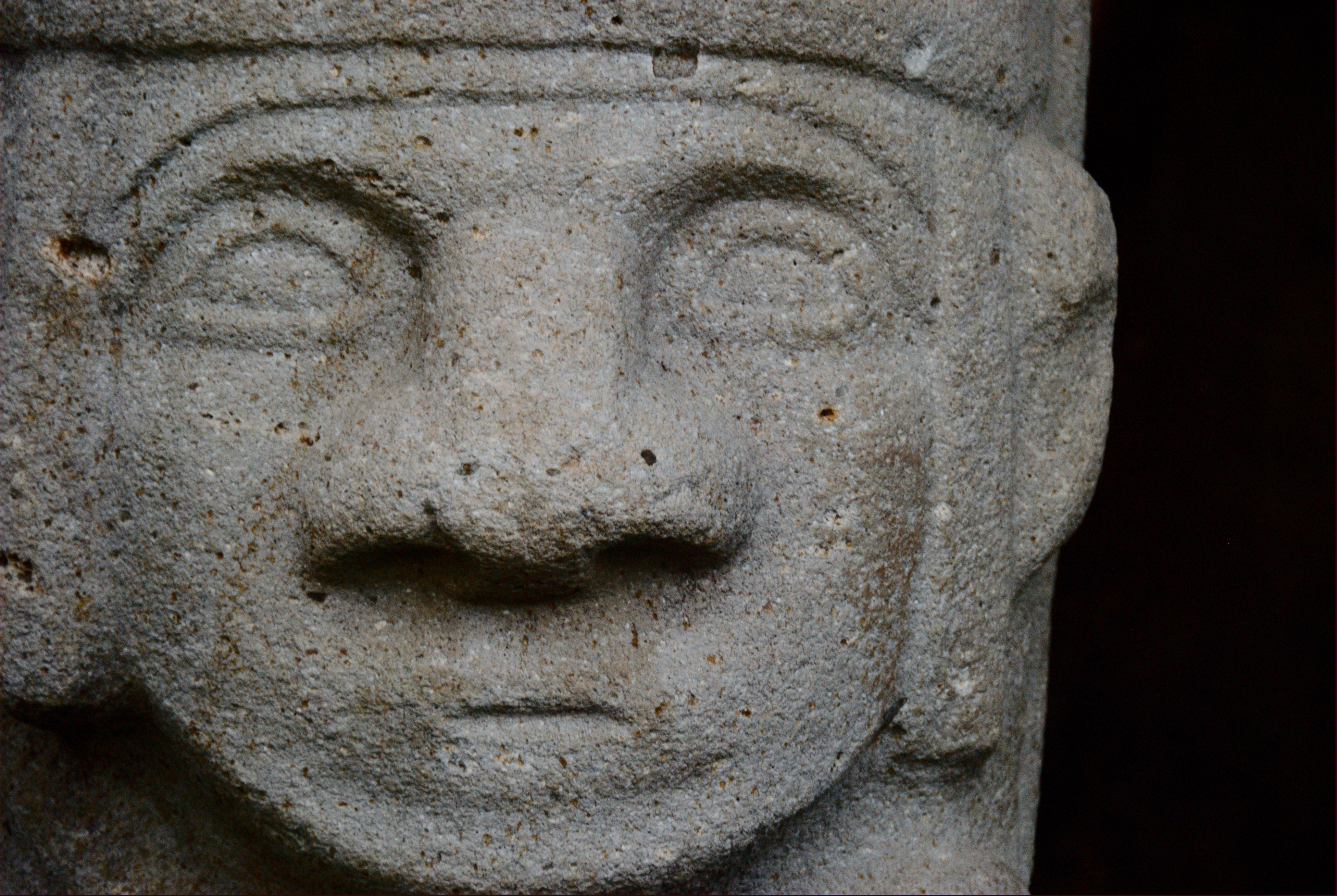
Detalle de una de las estatuas.

Un alto porcentaje de las estatuas de San Agustín se encuentran in situ (en el mismo lugar en el que fueron halladas originalmente), mirando en dirección al Oriente. Una buena parte de las estatuas se caracteriza por los grabados similares a máscaras ceremoniales que mezclan rasgos humanos y animales. Las obras son planimétricas o grabadas sólo frontalmente, sobre superficies planas y sin esculpidos laterales. Algunas de las principales estatuas son las siguientes:
- Cara triangular: Se trata de un rostro de forma triangular en posición de pirámide invertida. Algunos investigadores han sugerido que la cara tiene el esquema de un grano de maíz.
- El cura: Esta estatua fue escrita en 1756 por Fray Juan de Santa Gertrudis, quien la definió como la «imagen de un sacerdote al que le cortaron su brazo derecho para desposeerlo de las riquezas que lo adornaban».
- Ave y reptil: Es una de las estatuas más reconocidas. Se trata, probablemente, de un águila o búho que lleva en el pico a una serpiente.
- Las tumbas: Varias de las esculturas megalíticas reflejan un culto funerario. Se encuentran construidas a manera de dolmen con guardianes y chamanes encargados de proteger el sarcófago o sepulcro.

## Galería

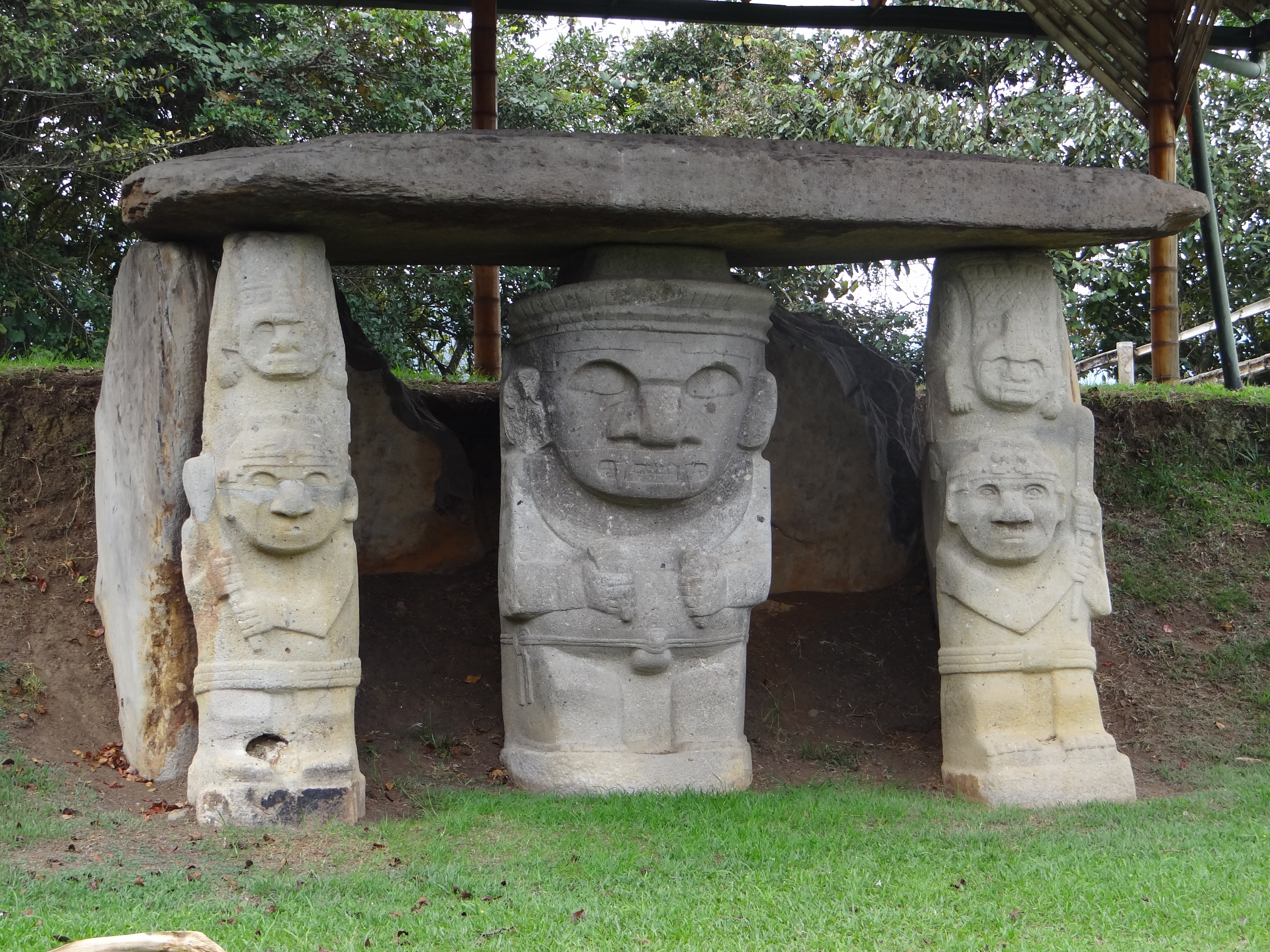
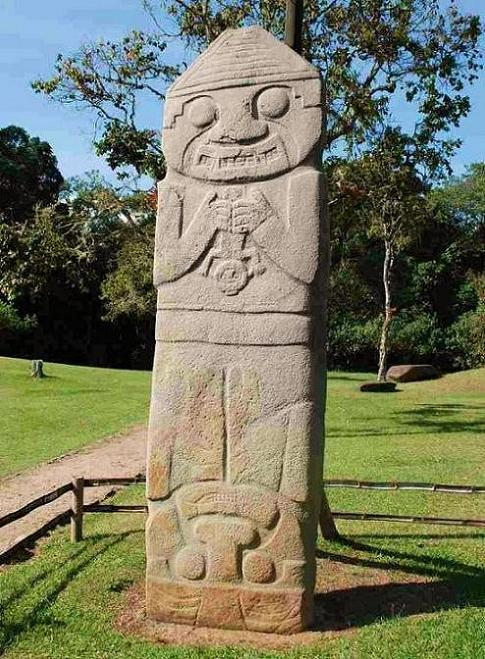
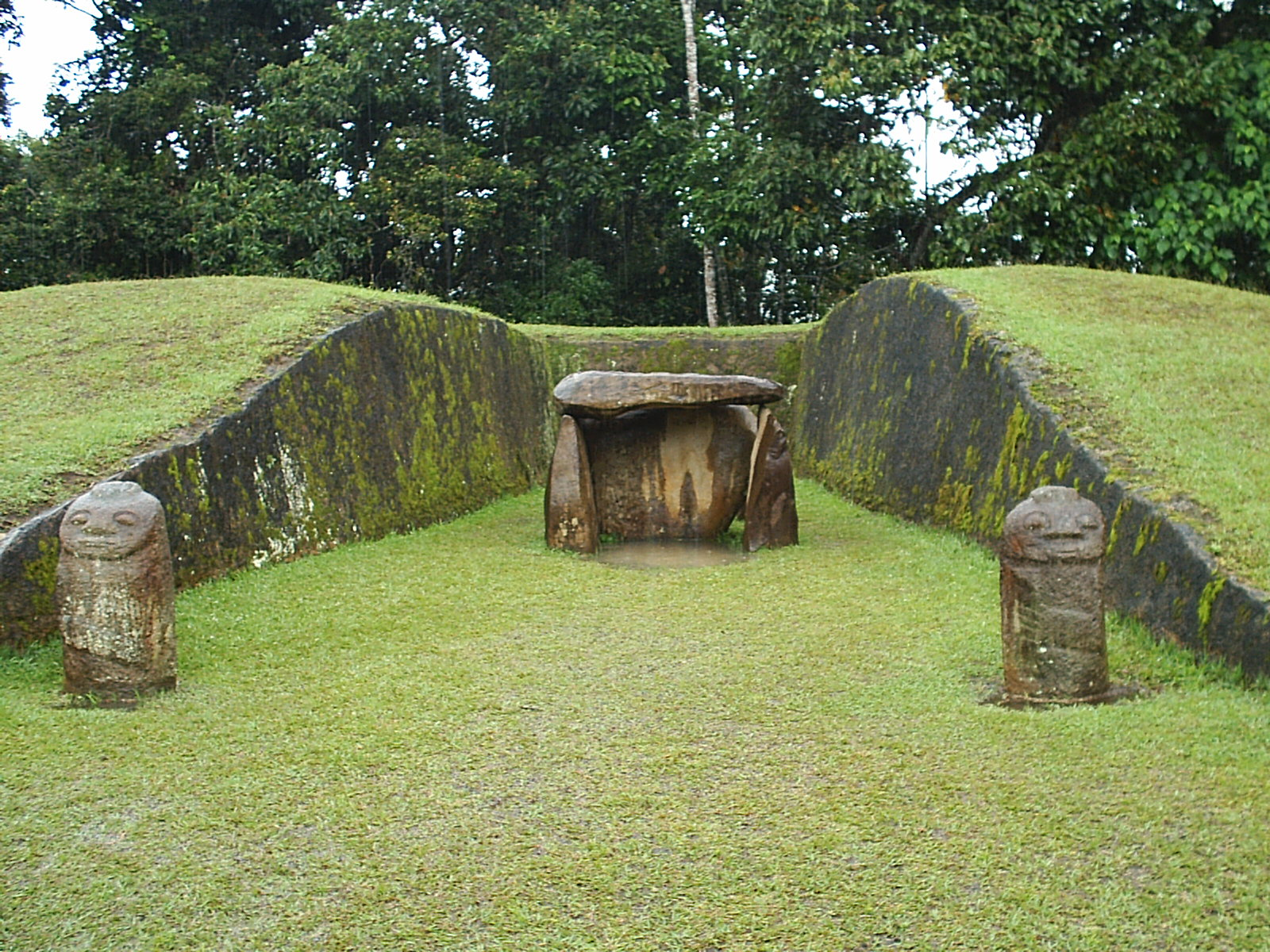
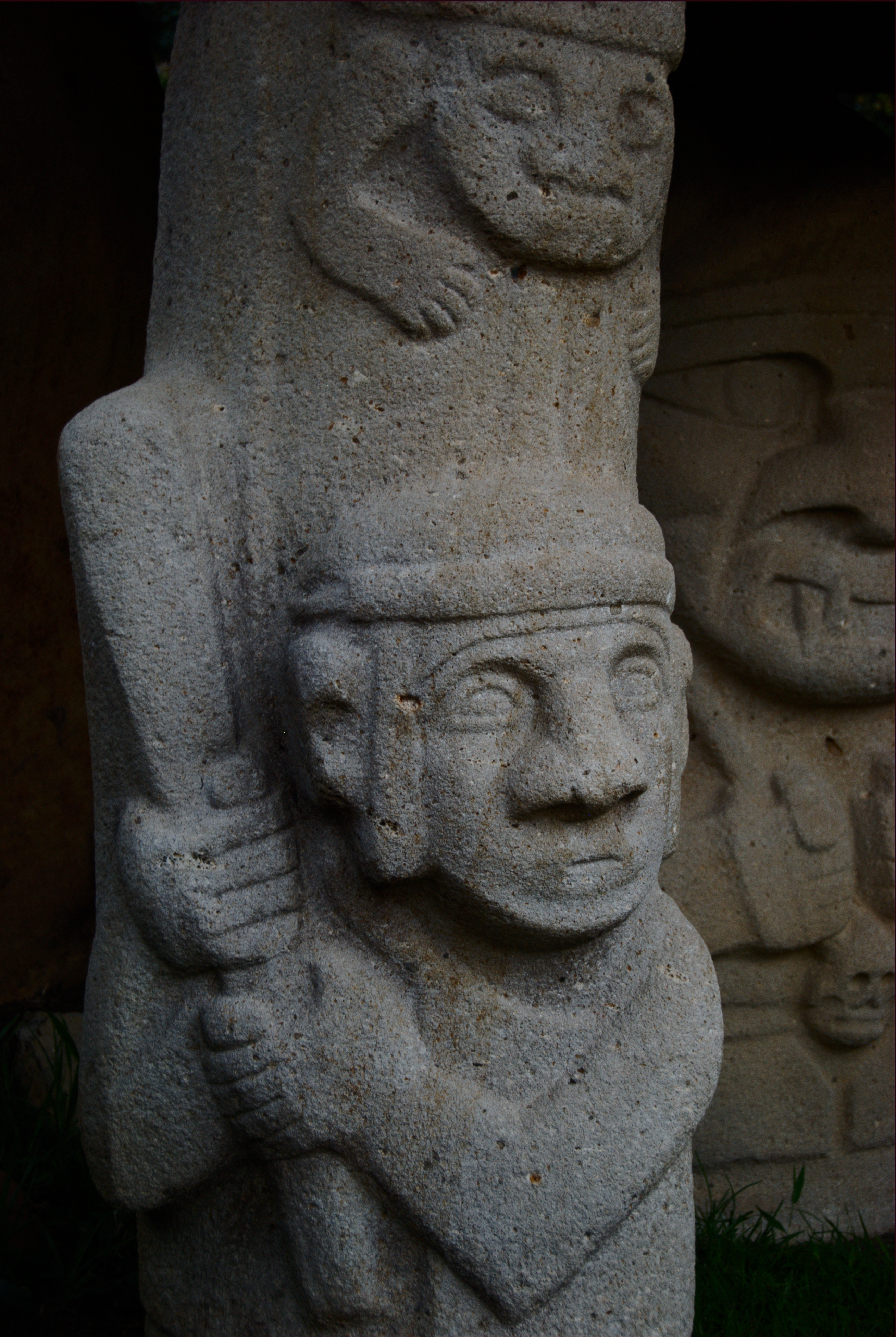
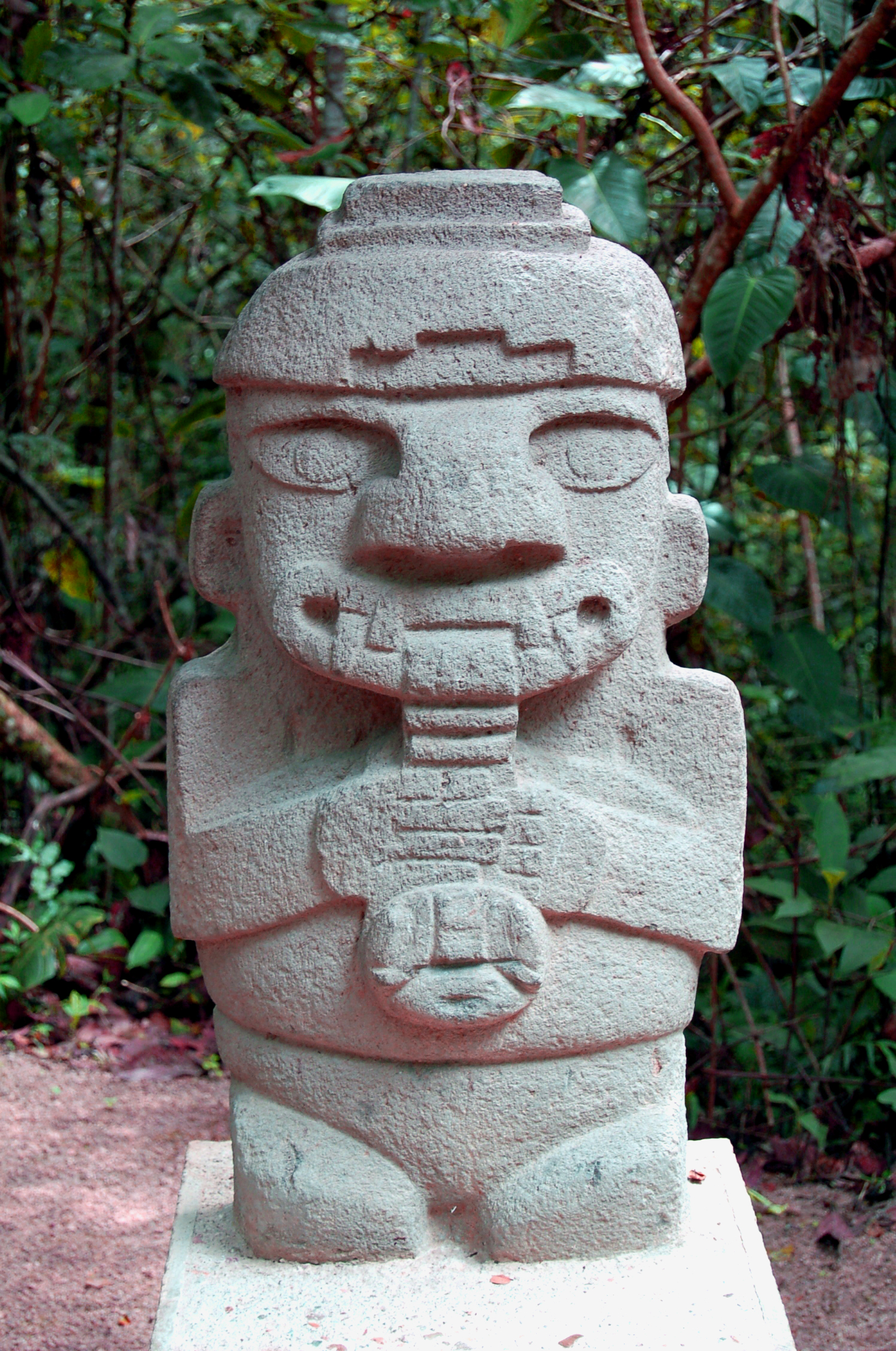
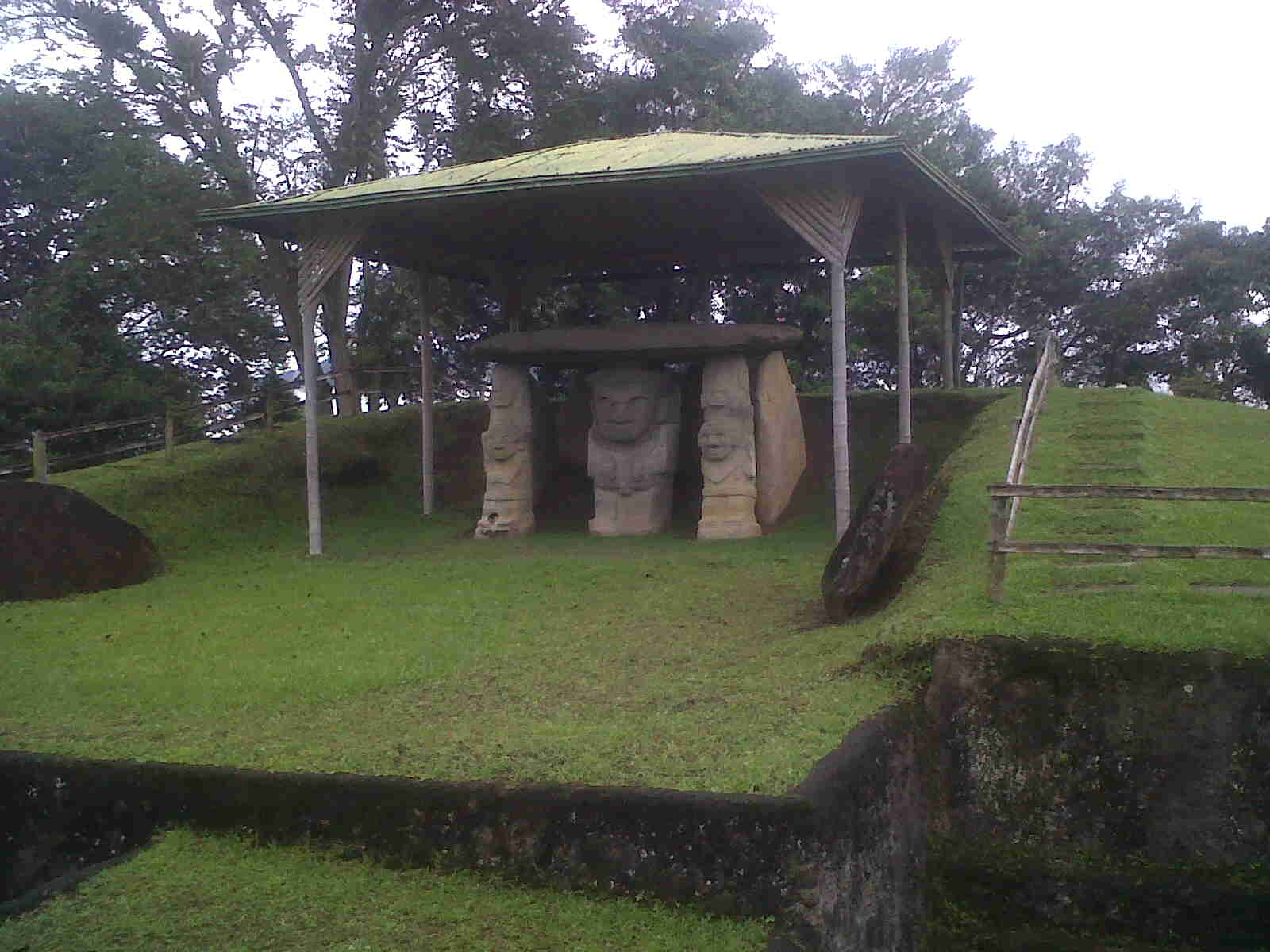
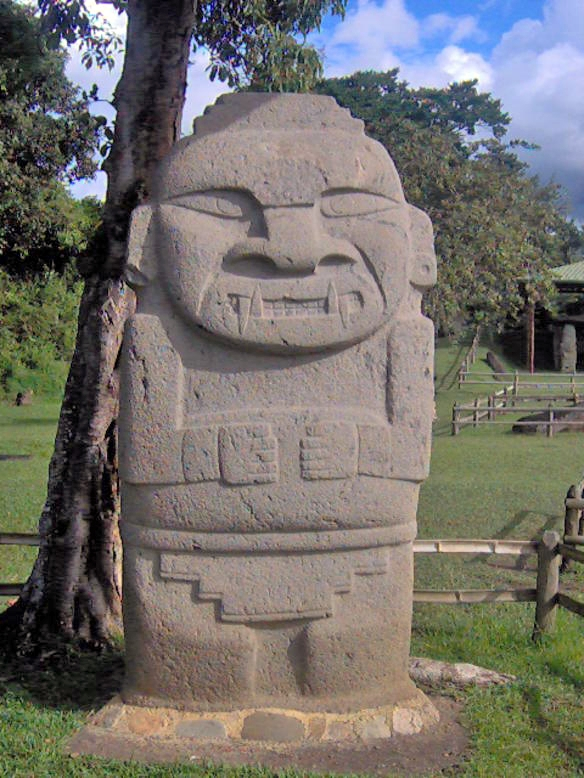
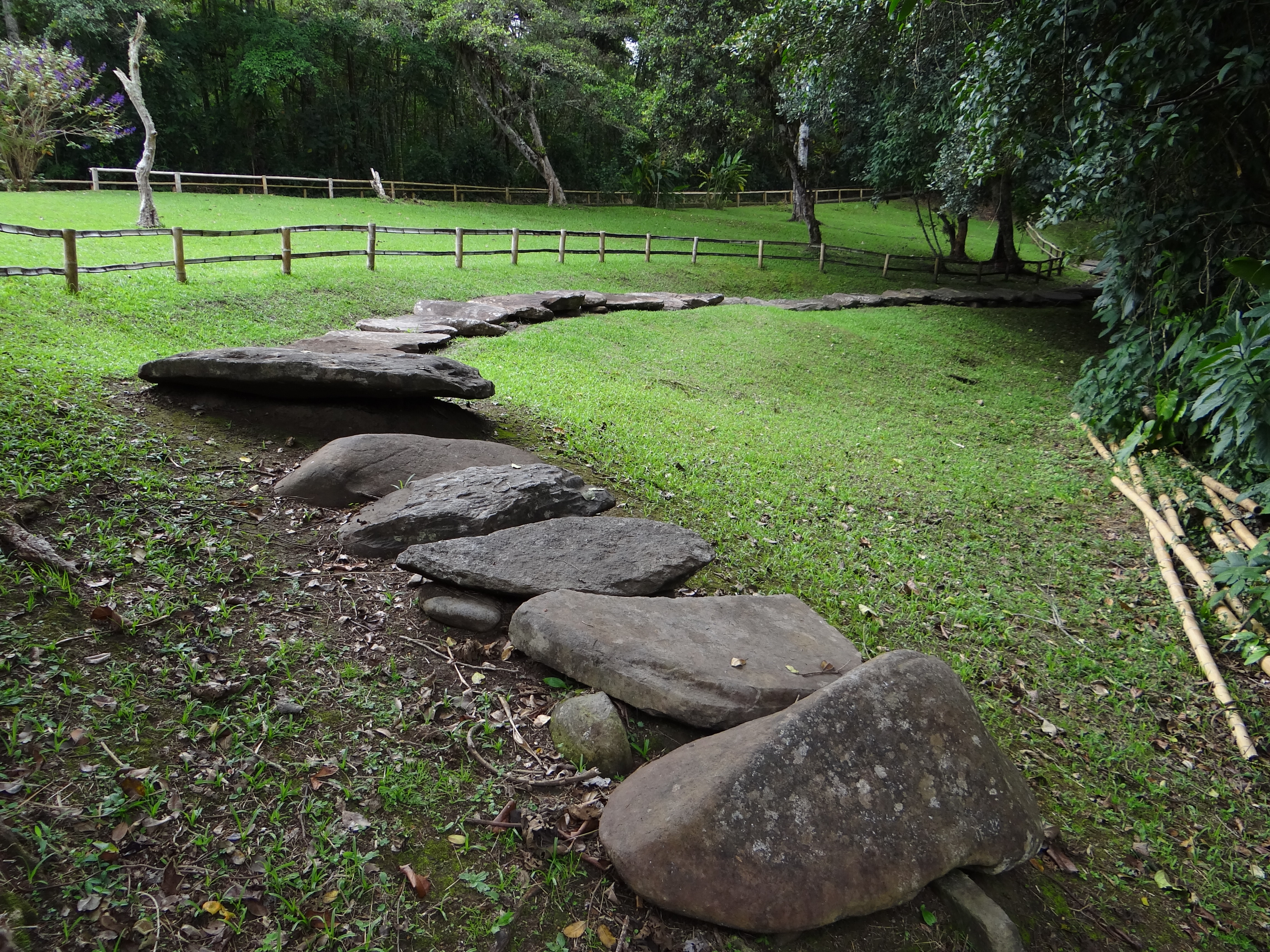
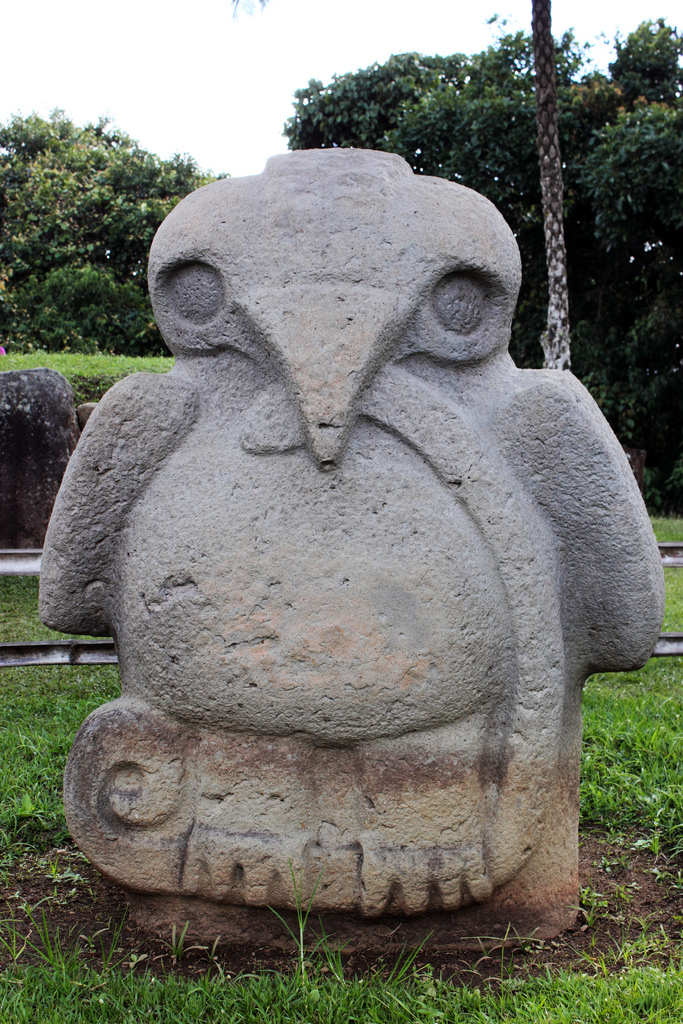
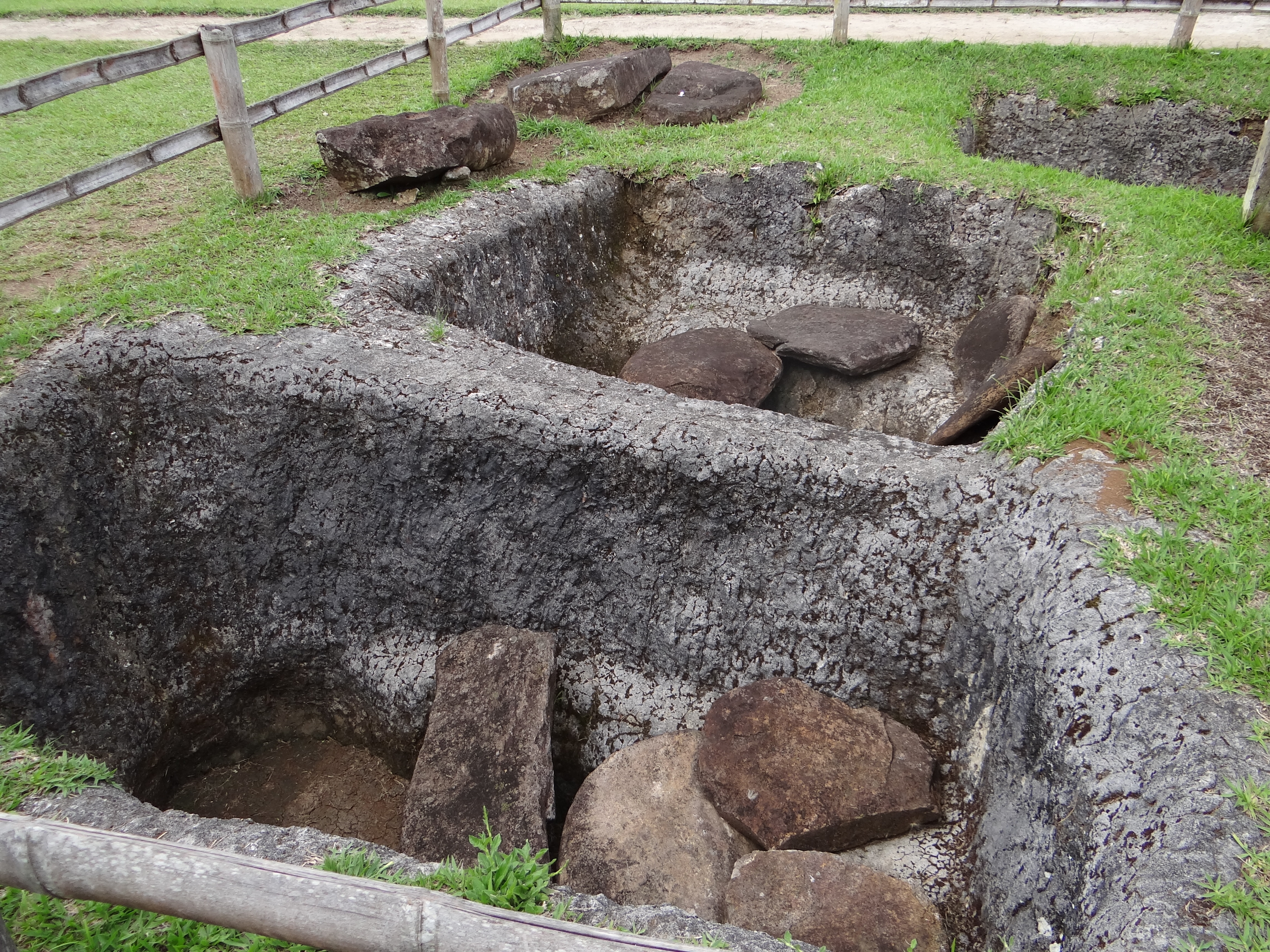
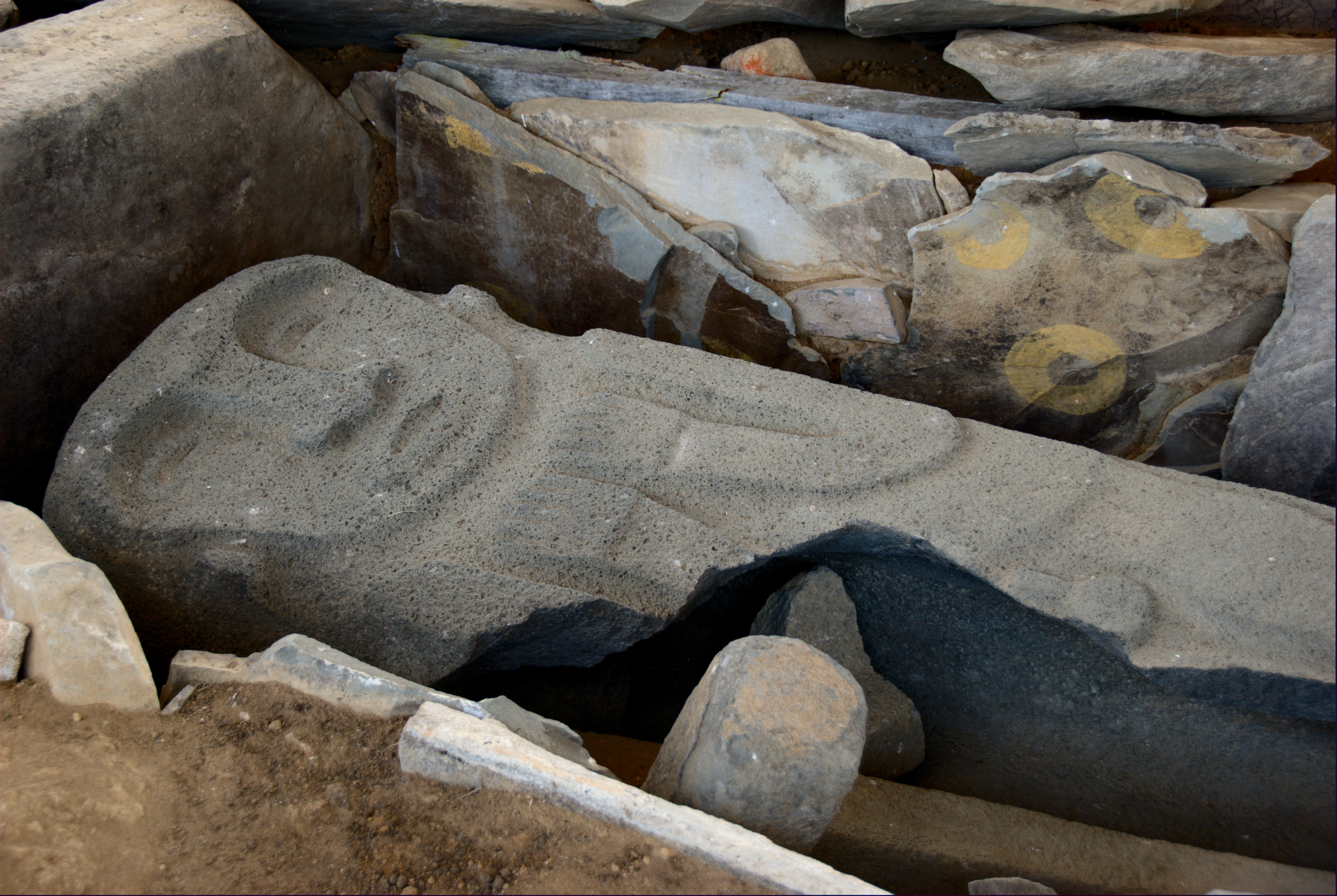
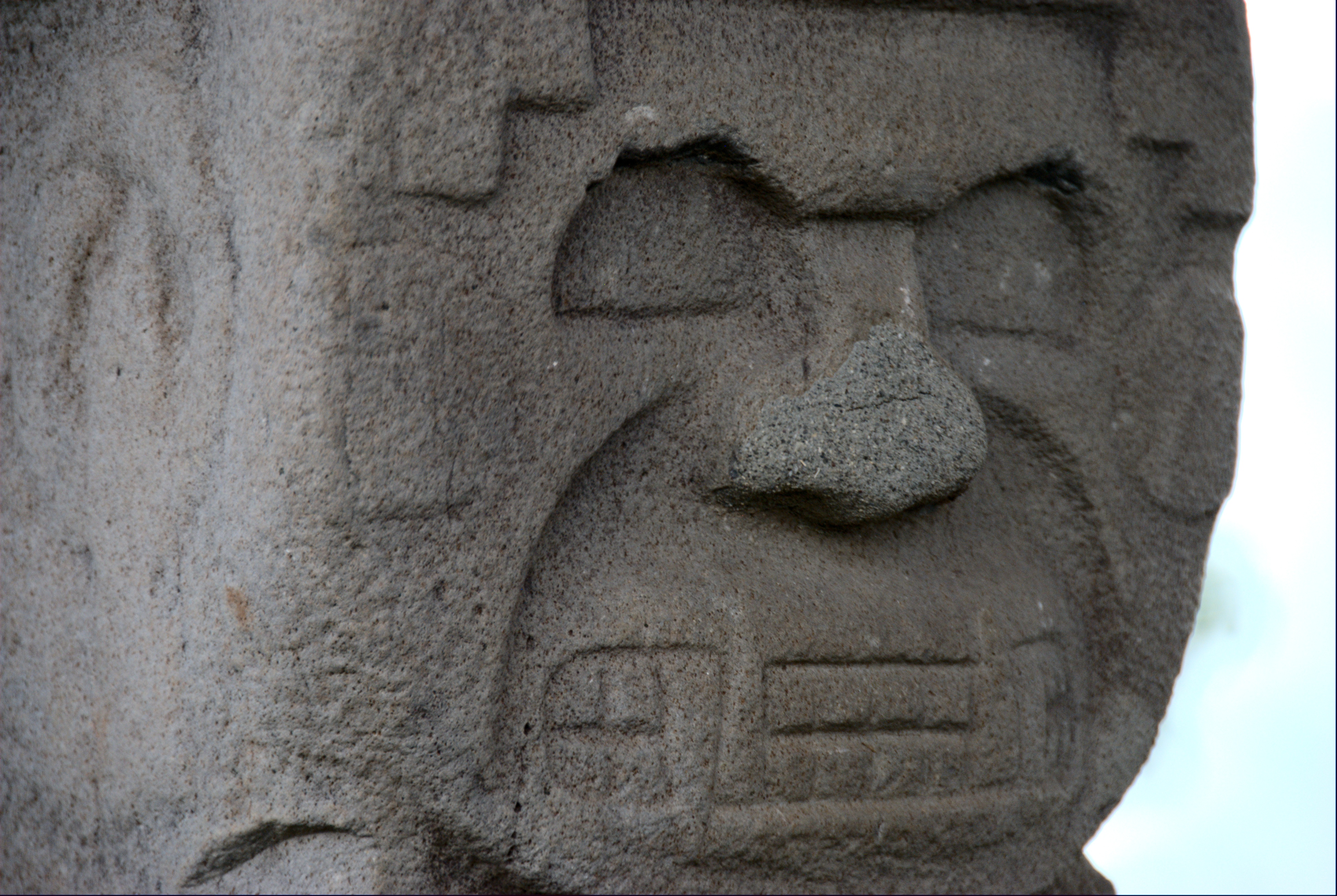
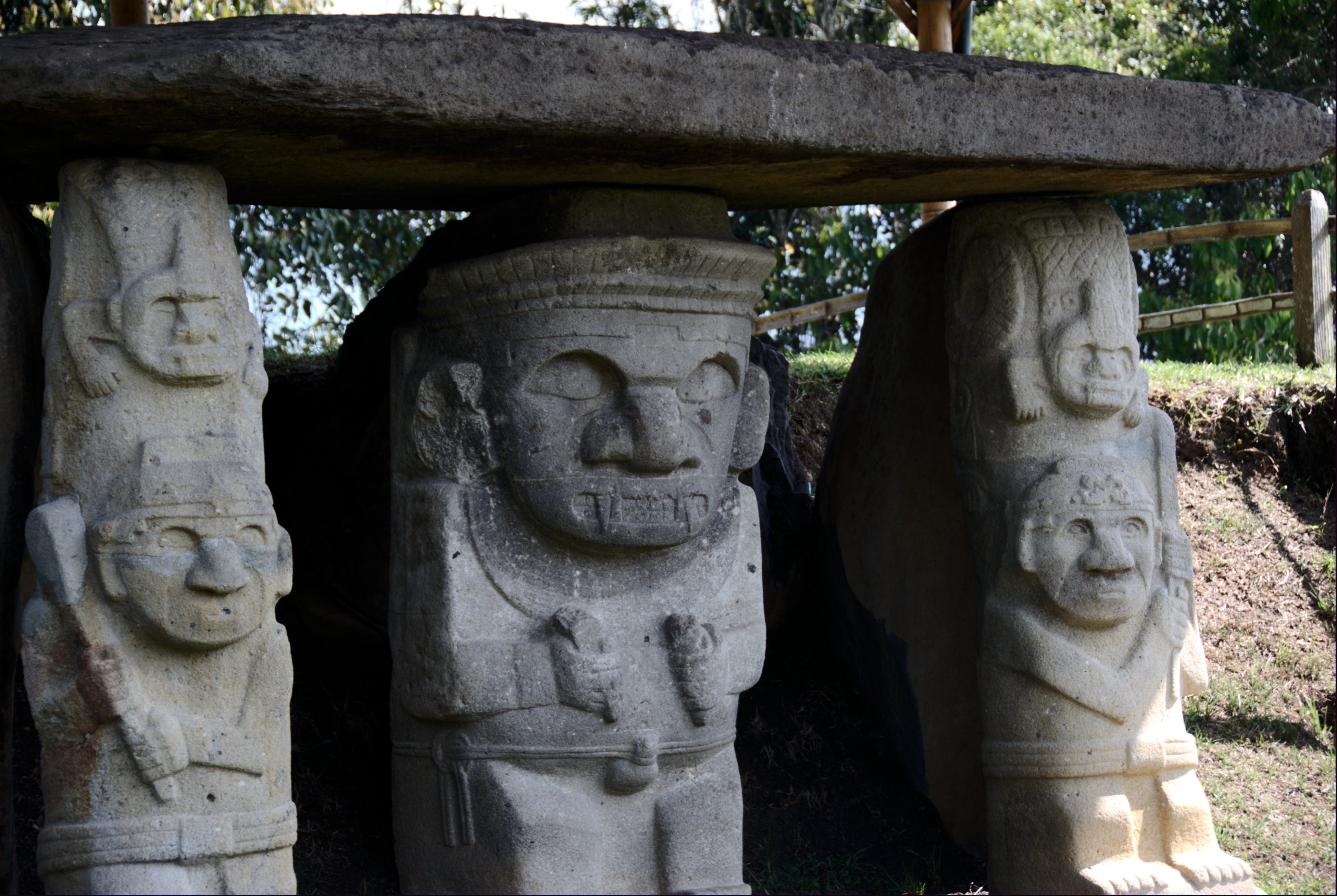
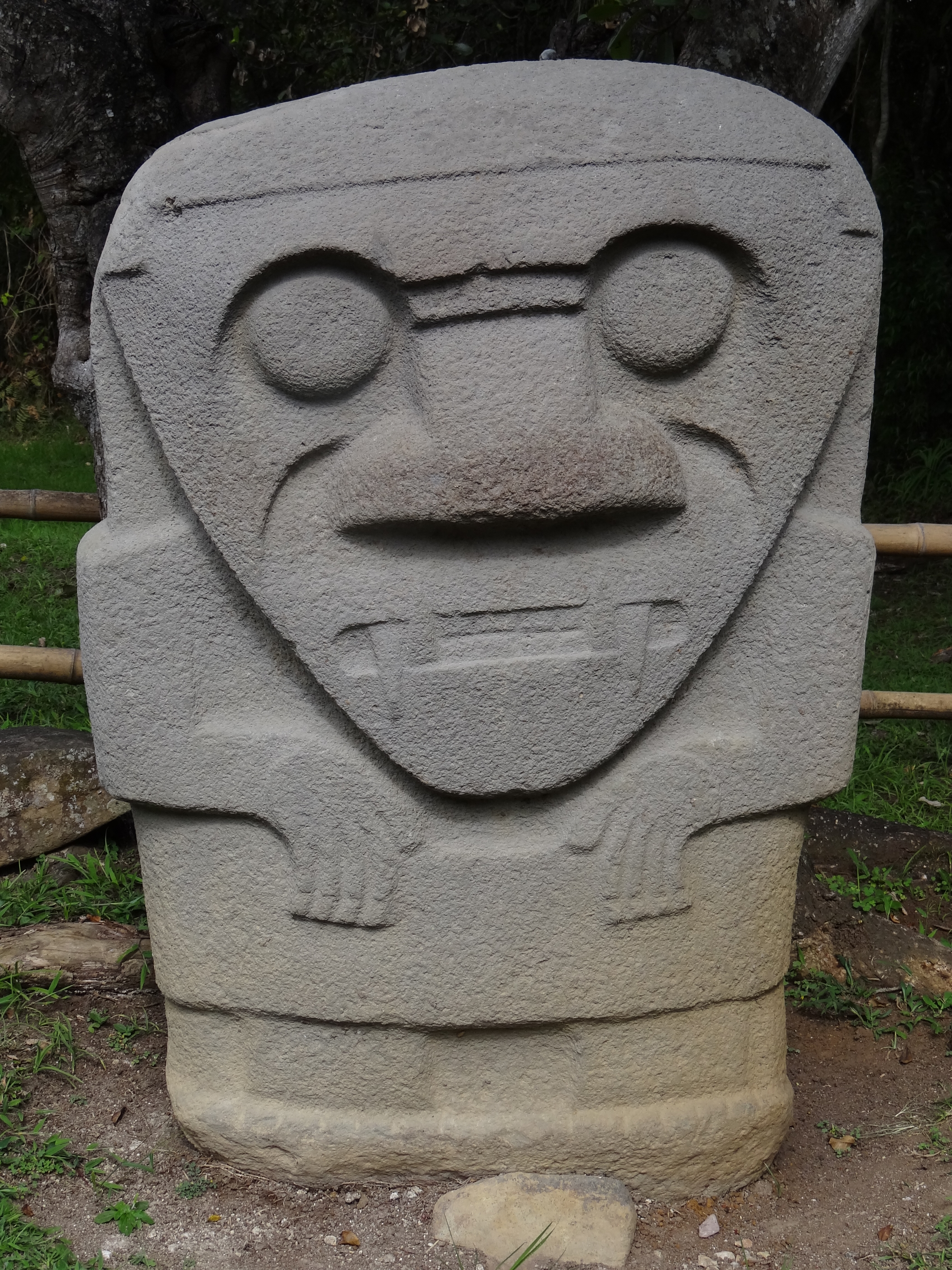

### Sitios de interés

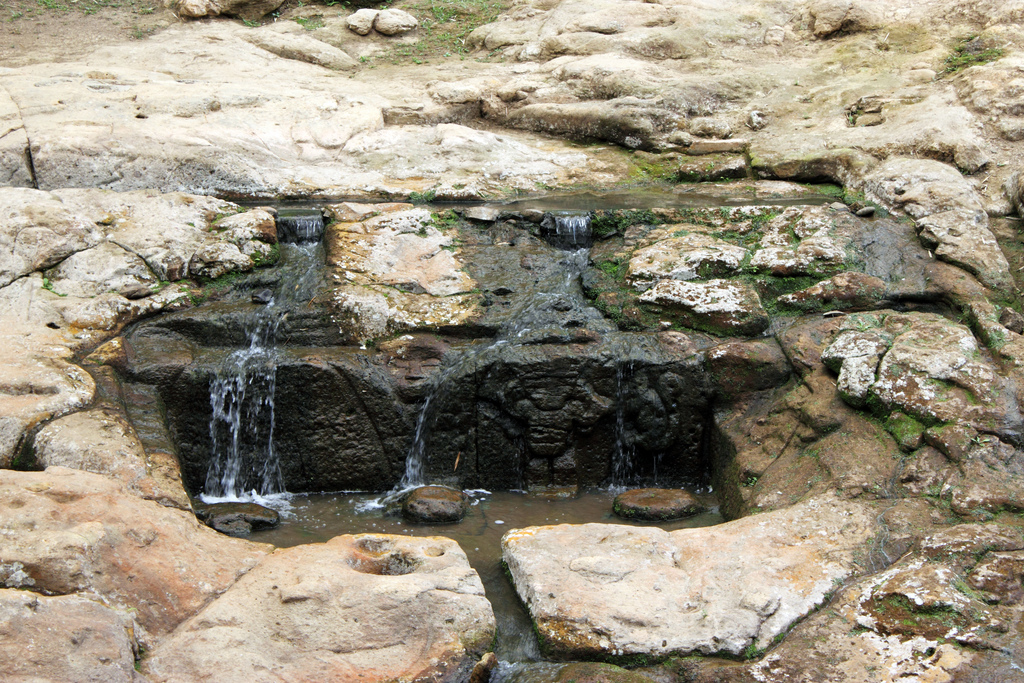
Fuente de Lavapatas.

- La Fuente de Lavapatas.
- Bosque de las Estatuas.
- El Alto de Lavapatas.